# Bezerra da Silva
Bezerra da Silva   (Recife, 9 de març de 1927 - Rio de Janeiro, 17 de gener de 2005) va ser un cantant, compositor, guitarrista i percussionista brasiler, intèrpret dels gèneres musicals coco i samba, especialment a la veu contralt.
Als inicis es dedicà principalment al coco fins que els anys següents esdevingué un dels principals exponents de la samba. A través de la samba, va cantar els problemes socials de les faveles i la població marginada, actuant entre la marginalitat i la indústria musical. Va estudiar guitarra clàssica durant vuit anys i va passar vuit anys més tocant a l'orquestra Rede Globo, sent un dels pocs seguidors que llegia partitures.
Va gravar el seu primer senzill el 1969 i el seu primer àlbum el 1975, d'un total de 28 àlbums publicats al llarg de la seva carrera, i en conjunt van vendre més de 3 milions de còpies. Va guanyar 11 discs d'or, 3 de platí i 1 de doble platí. Tot i ser un dels artistes més populars del Brasil, va ser ignorat en gran part pel gran públic. La seva música sovint tracta temes polítics i socials, tocant la violència de bandes, el tràfic de drogues i la llei.

## Biografia

### Primers anys
Fill d'una família pobra, Bezerra da Silva va néixer a Recife, capital de Pernambuco, el 23 de febrer de 1927. La seva mare, Hercília Pereira da Silva, va ser abandonada pel seu marit, Alexandrino Bezerra da Silva, quan estava embarassada del seu fill. Als 15 anys, després de ser expulsat de la Marina Mercant, Bezerra da Silva va viatjar a Rio de Janeiro per buscar el seu pare i fugir de la pobresa. Va fer el viatge en un vaixell que transportava sucre i només duia la roba a l'esquena. Va trobar el seu pare, però amb més fricció, va acabar quedant sol.
Va començar a treballar en la construcció civil com a pintor de parets i va tenir com a domicili l'obra de la zona central de la ciutat, on exercia la seva professió. Cap al 1949, va començar a enamorar-se d'una «propietaria» i va anar a viure amb ella al Cantagalo, a la Zona Sud carioca.

### Bohèmia, detencions i caigudes
Va començar a desenvolupar la seva carrera musical, començant pel coco de Jackson do Pandeiro, i aviat es va incorporar a la bateria del bloc de carnaval Unidos do Cantagalo, tocant el tamborí. El 1950, va conèixer a Doca, també resident a Morro do Cantagalo, que el va convidar a participar en el «Programa da Rádio Clube do Brasil» com a ritme, a més del tamborí, tocava el surdo i la percussió en general. Bohemi i de carrer, va ser detingut desenes de vegades per la policia i va acabar a l'atur el 1954. Durant molts anys va viure com a sensesostre a Copacabana, quan fins i tot va intentar suïcidar-se, però va ser salvat i acollit en un centre d'umbanda. Allà, va descobrir la seva mediumnitat i va saber, a través d'una mare-santa, que el seu destí era la música.
Bezerra es va fer conegut per gravar sambes de compositors marginats i desconeguts, que sovint eren persones que vivien en dificultats i s'enfrontaven a entorns criminals, que escrivien amb una ironia aguda. L'etiqueta sambandido (samba + bandoler) s'utilitzava de vegades per referir-se a la seva obra, i li desagradava molt la paraula. Un dels seus grans èxits, que va ser reenregistrat diverses vegades per diversos artistes, és Malandragem Dá Um Tempo, el nucli del qual és una al·lusió a l'esforç que fan els usuaris de marihuana per tal d'esquivar la llei.

### Renaixement com a músic
Convençut que ja no havia de buscar feina al sector de la construcció, va reinventar la seva vida com a músic i compositor professional.
Sota el nom artístic de José Bezerra, va tenir les composicions Acorrentado i Leva teugeré, en col·laboració amb Jackson do Pandeiro, editades en el primer disc de la carrera del paraibanès, l'any 1959. A la primera meitat dels anys 60, es va incorporar a l'orquestra del segell Copacabana Discos, que va acompanyar uns quants artistes de renom, i també va tenir noves composicions, signades amb altres músics, enregistrades per Jackson do Pandeiro, com Meu Poison (amb Jackson do Pandeiro i Mergulhão), Urubu wet (amb Rosil Cavalcanti), Babá (amb Mamão i Ricardo Valente), Criando cobra (amb Big Ben i Odelandes Rodrigues) i Preguiçoso (amb Jackson do Pandeiro). En 1965, la cantant Marlene enregistra Nunca mais, una col·laboració entre Bezerra i Norival Reis.
El 1967 va compondre la seva primera samba, anomenada Verdadeiro amor, que va ser gravada per Jackson do Pandeiro aquell any.

### Primers discos
A finals d'aquella dècada, va canviar el seu nom artístic pel de Bezerra da Silva i, el 1969, va gravar un simple compacte per a Copacabana Discos, amb les cançons Mana, cadê meu boi? i Viola testemunha.
El seu primer LP, Bezerra da Silva - O Rei do Coco Volum 1, només es va publicar l'any 1975, pel segell Tapecar, i va incloure la cançó O rei do coco. L'any següent, a través del mateix segell, va publicar Bezerra da Silva - O Rei do Coco Volum 2, el més destacat del qual va ser Cara de boi.

### Fama
A partir de la sèrie Partido Alto Nota 10 va començar l'idil·li amb el públic. El repertori dels àlbums va començar a ser subministrat per autors anònims (uns quants utilitzaven noms en clau per preservar la clandestinitat) i Bezerra. Abans del hip hop brasiler, va començar a mostrar la seva realitat en cançons com: Malandragem Dá um Tempo, Sequestraram Minha Sogra, Defunto Caguete, Bicho Feroz, Overdose de Cocada, Malandro Não Vacila, Meu Pirão Primeiro, Lugar Macabro, Piranha, Pai Véio 171, Candidato Caô Caô. L'any 1995 va gravar Moreira da Silva, Bezerra da Silva i Dicró: Os Três Malandros In Concert per al segell CID, una paròdia de l'espectacle dels tres tenors, Luciano Pavarotti, Plácido Domingo i José Carreras.

### Anys finals
El 2001 es va convertir en un evangèlic neopentecostal de l'Església Universal del Regne de Déu. L'any 2005, a prop de la mort, però encara mostrant plena activitat, va participar en composicions amb Planet Hemp, O Rappa i altres noms prestigiosos de la música popular brasilera d'actualitat.
El setembre de 2004 va ingressar a una clínica privada de Rio de Janeiro amb pneumònia i emfisema pulmonar i va acabar en coma durant gairebé una setmana. Un mes després, el sambista va tornar a emmalaltir. Va ser traslladat a l'Hospital dos Servidores do Estado, on va ingressar amb problemes pulmonars i va morir el 17 de gener de 2005, als 77 anys. Més tard aquell any, va publicar pòstumament el seu àlbum evangèlic Caminho de Luz

### Llegat
El sambista de Pernambuco va ser el tema del llibre Bezerra da Silva - Produto do Morro, de Letícia Vianna, publicat l'any 1998.
El raper Marcelo D2 li va retre homenatge quan va publicar el disc Marcelo D2 canta Bezerra da Silva al segell EMI l'any 2010, en el qual va perfilar part de l'obra interpretada pel sambista.
L'any 2012 es va estrenar el documental Onde a coruja dorme, de Márcia Derraik i Simplício Neto, que destaca els compositors de les seves cançons, treballadors anònims, que abordaven en les seves lletres temes de la realitat brasilera com el malandro, el drogadicte.... La pel·lícula es va originar a partir del curtmetratge homònim, estrenat onze anys abans.
Un altre llegat és l'estil indiscutible i únic del típic carioca malandro, amb la seva boina estampada, que encara inspira molts admiradors dels cercles de samba.

## Vida personal
Estava casat amb Regina de Oliveira, que també era la seva gerent i un dels seus compositors, sota el pseudònim de Regina do Bezerra. Un dels seus fills, Ytallo Bezerra da Silva, també va seguir una carrera com a músic.
Abans de convertir-se en neopentecostal al final de la seva vida, Bezerra estava vinculat a l'umbanda i era un visitant freqüent del terreiro de Pai Nilo, a Belford Roxo.

## Obra

### Temàtica
Els temes principals de les seves cançons eren la vida de la gent i els problemes de la societat i les faveles, com l'explotació i l'opressió que pateixen els treballadors, els malandros i els lladres fora de la llei, el tema del consum de drogues com la marihuana i l'honor entre delinqüents. «Aquestes cançons que canto són de compositors que treballen de paletes, venedors ambulants, un altre està a l'atur, un altre neteja el cotxe de la senyora i la seva dona és la cuinera».

### Discografia
| - O Rei Do Côco (Tapecar, 1975) - O Rei Do Côco - Vol. 2 (Tapecar, 1976) - Partido Alto Nota 10 Bezerra e Genaro (CID, 1977) - Partido Alto Nota 10 Vol.2 - Bezerra e Seus Convidados (CID, 1979) - Partido Alto Nota 10 Vol.3 - Bezerra e Rey Jordão (CID,1980) - Partido Muito Alto (RCA Victor, 1980) - Samba Partido e Outras Comidas (RCA Vik, 1981) - Bezerra e um Punhado de Bambas (RCA Vik, 1982) - Produto do Morro (RCA Vik, 1983) - É Esse Aí Que É o Homem (RCA Vik, 1984) - Malandro Rife (RCA Vik, 1985) - Alô Malandragem, Maloca o Flagrante (RCA Vik, 1986) - Justiça Social (BMG-Ariola, 1987) - Violência Gera Violência (BMG-Ariola, 1988) - Se Não Fosse o Samba (BMG-Ariola, 1989) - Eu não sou Santo (BMG-Ariola, 1990) | - Partideiro da Pesada (BMG-Ariola, 1991) - Presidente Caô Caô (BMG-Ariola, 1992) - Cocada Boa (BMG-Ariola, 1993) - Bezerra, Moreira e Dicró - Os 3 Malandros In Concert (CID, 1995) - Contra O VERDADEIRO Canalha (Bambas Do Samba) (RGE, 1995) - Meu Samba É Duro na Queda (RGE, 1996) - Provando e Comprovando sua Versatilidade (Rhythm and Blues, 1998) - Eu Tô de Pé (Universal Music, 1998) - Malandro é Malandro e Mané é Mané (Atração, 1999) - Bezerra da Silva: Ao Vivo (CID, 2000) - A Gíria é Cultura do Povo (Atração, 2002) - Meu Bom Juiz (CID, 2003) - Pega Eu (Som Livre, 2004) - Caminho de Luz (Independente, 2005, póstumo) - O Samba Malandro de Bezerra da Silva (Sony BMG, 2005, póstumo) - Maxximum (Bezerra da Silva) (Sony BMG, 2005) |